# Кейбезон (Каліфорнія)
Кейбезон (англ. Cabazon) — переписна місцевість (CDP) в США, в окрузі Ріверсайд штату Каліфорнія. Населення — 2629 осіб (2020).

## Географія
Кейбезон розташований за координатами 33°54′45″ пн. ш. 116°46′53″ зх. д. / 33.91250° пн. ш. 116.78139° зх. д. (33.912495, -116.781414).  За даними Бюро перепису населення США в 2010 році переписна місцевість мала площу 12,67 км², з яких 12,61 км² — суходіл та 0,07 км² — водойми.

### Клімат
| Клімат : Кейбезон       | Клімат : Кейбезон | Клімат : Кейбезон | Клімат : Кейбезон | Клімат : Кейбезон | Клімат : Кейбезон | Клімат : Кейбезон | Клімат : Кейбезон | Клімат : Кейбезон | Клімат : Кейбезон | Клімат : Кейбезон | Клімат : Кейбезон | Клімат : Кейбезон | Клімат : Кейбезон |
| Показник                | Січ.              | Лют.              | Бер.              | Квіт.             | Трав.             | Черв.             | Лип.              | Серп.             | Вер.              | Жовт.             | Лист.             | Груд.             | Рік               |
| Абсолютний максимум, °C | 15,9              | 20,3              | 23,6              | 28,7              | 32,4              | 35,1              | 37,4              | 36,8              | 34,7              | 31,6              | 24,3              | 16,3              | 37,4              |
| Середній максимум, °C   | 12,6              | 16,9              | 19,9              | 24,1              | 28,8              | 32,9              | 35,4              | 34,7              | 31,9              | 26,9              | 18,7              | 12,9              | 24,7              |
| Середня температура, °C | 7,4               | 10,7              | 13,3              | 16,3              | 20,5              | 24,3              | 26,9              | 26,1              | 23,3              | 18,1              | 11,3              | 6,8               | 17,1              |
| Середній мінімум, °C    | 2,1               | 4,4               | 6,7               | 8,4               | 12,2              | 15,7              | 18,3              | 17,4              | 14,6              | 9,3               | 3,9               | 0,8               | 9,5               |
| Абсолютний мінімум, °C  | −1,7              | 0,6               | 2,6               | 5,4               | 9,6               | 13,3              | 15,7              | 15,4              | 12,0              | 6,1               | 1,3               | −3,6              | −3,6              |
| Норма опадів, мм        | 33                | 30                | 36                | 13                | 5                 | 3                 | 0                 | 0                 | 5                 | 8                 | 15                | 18                | 163               |
| Днів з дощем            | 5                 | 5                 | 5                 | 3                 | 1                 | 0                 | 1                 | 1                 | 1                 | 2                 | 3                 | 5                 | 32                |
| ----------------------- | ----------------- | ----------------- | ----------------- | ----------------- | ----------------- | ----------------- | ----------------- | ----------------- | ----------------- | ----------------- | ----------------- | ----------------- | ----------------- |
| Джерело: Weatherbase    |                   |                   |                   |                   |                   |                   |                   |                   |                   |                   |                   |                   |                   |

## Демографія
Згідно з переписом 2010 року, у переписній місцевості мешкало 2535 осіб у 792 домогосподарствах у складі 579 родин. Густота населення становила 200 осіб/км².  Було 932 помешкання (74/км²).
Расовий склад населення:
| - 69,1 % — білих - 5,3 % — чорних або афроамериканців - 3,6 % — корінних американців - 1,5 % — азіатів - 0,6 % — вихідців з тихоокеанських островів - 14,1 % — осіб інших рас |

До двох чи більше рас належало 5,9 %. Частка іспаномовних становила 44,8 % від усіх жителів.
За віковим діапазоном населення розподілялося таким чином: 31,5 % — особи молодші 18 років, 60,2 % — особи у віці 18—64 років, 8,3 % — особи у віці 65 років та старші. Медіана віку мешканця становила 31,4 року. На 100 осіб жіночої статі у переписній місцевості припадало 101,0 чоловіків;  на 100 жінок у віці від 18 років та старших — 94,5 чоловіків також старших 18 років.
Середній дохід на одне домашнє господарство  становив 40 810 доларів США (медіана — 35 833), а середній дохід на одну сім'ю — 42 196 доларів (медіана — 33 673). Медіана доходів становила 46 208 доларів для чоловіків та 35 370 доларів для жінок. За межею бідності перебувало 30,7 % осіб, у тому числі 38,4 % дітей у віці до 18 років та 19,2 % осіб у віці 65 років та старших.
Цивільне працевлаштоване населення становило 925 осіб. Основні галузі зайнятості: мистецтво, розваги та відпочинок — 21,0 %, освіта, охорона здоров'я та соціальна допомога — 16,4 %, роздрібна торгівля — 15,5 %.